# Dortmund (Schiff, 1926)
Die zweite Dortmund der Hapag war das letzte Schiff, das für die Deutsch-Australische Dampfschiffs-Gesellschaft (DADG) gebaut wurde, bevor die DADG von der Hapag übernommen wurde.  Der Turbinenfrachter wurde auf der Route nach Australien eingesetzt.
Nach Kriegsausbruch 1939 lief das Schiff den neutralen Hafen Lourenço Marques in der portugiesischen Kolonie Mocambique an. 1943 wurde die Dortmund beschlagnahmt und unter portugiesischer Flagge als  Lugela wieder in Fahrt gebracht.  Erst am 26. August 1971 wurde die ehemalige Dortmund zum Abbruch nach Bilbao verkauft.

## Geschichte
Die Deutsch-Australische Dampfschiffs-Gesellschaft (DADG) hatte wie alle deutschen Seereedereien durch den Ersten Weltkrieg ihren Schiffsbestand verloren. Wie andere Reedereien auch entwickelte die drittgrößte deutsche Vorkriegsreederei Pläne für einen Neubau der Flotte. Schon 1920 konnte der erste Neubau in Fahrt gebracht werden. Am 22. Juni 1921 fusionierte die DADG dann mit der DDG Kosmos zu den Deutsch-Austral und Kosmos-Linien. Die Hamburger Gesellschaften mit völlig unterschiedlichen Fahrtgebieten betrieben weiter eigene Bereiche unter den alten Reedereiflaggen und hatten ihre Flottenplanungen schon getroffen. Bis zur Übernahme durch die Hapag 1926 konnte ein gemeinsamer Typen- und Bauplan nicht erstellt werden. Für die Australlinie wurden bis 1926 neunzehn Neubauten fertiggestellt, von denen Blohm & Voss allein elf lieferte. Dazu wurden drei ehemalige, ausgelieferte Schiffe 1922/1923 zurückgekauft und wieder eingesetzt.
Die 5138 BRT große Dortmund lief als letztes Schiff für die DADG erst 1926 vom Stapel und war ein Schwesterschiff zu vier (Düsseldorf, Essen, Freiburg, Gera) von der Bauwerft Blohm & Voss in den Jahren 1922 und 1923 gelieferten Turbinenfrachtern, dem von der Reederei bei ihrem Neuaufbau bevorzugtem Antrieb. Daneben baute die Werft auch noch einen etwa 10 m längeren Typ für die Reederei. Seit August 1922 konnte die DADG durch einen mit der britischen Reederei Alfred Holt & Co. und dem NDL vereinbarten Gemeinschaftsdienst wieder ihren traditionellen Liniendienst nach Australien durchführen, während zuvor nur Südafrika und Niederländisch-Indien angelaufen wurden.

## Einsatz für die Hapag bis 1943
Die Dortmund war das zweite Schiff der Hapag, das nach der Stadt Dortmund im östlichen Ruhrgebiet  benannt war.  Die erste Dortmund der Hapag war ein 1901 gebautes Frachtschiff von 5065 BRT, das bei Kriegsausbruch 1914 von Russland beschlagnahmt wurde.

Die neue Dortmund und ihre Schwestern Essen, Freiburg und Gera blieben auf der Route nach Australien in Fahrt. Ab Herbst 1937 wurden die Schiffe auch in einem neuen Gemeinschaftsdienst mit dem NDL von den amerikanischen Golf-Häfen nach Neuseeland und zurück zur US-Ostküste eingesetzt. Anders als die Schwesterschiffe erhielt die Dortmund allerdings keine vergrößerte Passagiereinrichtung.
Als der Krieg 1939 ausbrach, lief die Dortmund den neutralen Hafen Lourenço Marques in der portugiesischen Kolonie Mocambique an.

## Dienst unter portugiesischer Flagge
Am 15. Mai 1943 wurde die internierte Dortmund an die portugiesische Reederei Companhia Colonial de Navegação verkauft und als  Lugela wieder in Fahrt gebracht. Sie war das erste Turbinenschiff unter portugiesischer Flagge. Zuletzt war sie vor allem zwischen Portugal und Südamerika im Einsatz.
Erst am 26. August 1971 wurde die ehemalige Dortmund zum Abbruch nach Bilbao verkauft.

## Schicksal der Schwesterschiffe
| Stapellauf in Dienst  | Name       | Tonnage           | BauNr   | Schicksal |
| --------------------- | ---------- | ----------------- | ------- | --- |
| 21.09.1921 25.11.1922 | Düsseldorf | 5146 BRT 8150 tdw | Nr. 392 | Jungfernreise von Hamburg nach Australien, am 6. Dezember 1923 auf einer Reise im Kosmos-Dienst 20 Meilen vor ihrem Ziel Valparaíso gestrandet und verloren |
| 28.11.1922 10.02.1923 | Essen      | 5158 BRT 8130 tdw | Nr. 398 | Jungfernfahrt von Hamburg nach Australien, 1940 in Surabaya beschlagnahmt, in niederländischem Dienst als Terkoelei am 17. März 1943 im Geleitzug HX 229 durch U 631 versenkt, 36 Tote |
| 27.01.1923 24.03.1923 | Freiburg   | 5165 BRT 8120 tdw | Nr. 402 | Jungfernreise von Hamburg nach Australien, ab November 1939 von der Kriegsmarine genutzt, am 4. Mai 1945 vor Eckernförde nach Bombentreffer ausgebrannt, beschädigtes Schiff im Juli 1946 mit Gasmunition im Skagerrak versenkt                                                           |
| 14.04.1923 2.06.1923  | Gera       | 5138 BRT 8110 tdw | Nr. 404 | Jungfernfahrt von Hamburg nach Australien, 1939 in Assab Zuflucht gesucht, dort am 4. April 1941 selbst versenkt, von den Briten gehoben und als Empire Indus, später südafrikanische Bosveld sowie als panamaische Pan Ocean bis zum Untergang am 6. April 1958 vor Alexandria im Dienst |